# Jérémy Ménez
Jérémy Ménez (n. 7 mai 1987) este un fotbalist francez retras din activitate care a evoluat pe postul de atacant.
Ménez și-a început cariera petrecând timp la diverse cluburi din regiunea Île-de-France, cum ar fi Centre de Formation de Paris și CSF Brétigny. În 2001, a obținut un transfer la Sochaux și a petrecut patru ani în academia de tineret a clubului. În martie 2004, Ménez a devenit cel mai tânăr jucător profesionist de fotbal din istoria Ligue 1 după ce a semnat un contract profesionist și a debutat ca profesionist în sezonul 2004-2005. Cu Sochaux, a jucat fotbal european pentru prima dată după ce a participat în ediția 2004-2005 a Cupei UEFA. După două sezoane la club, s-a alăturat lui Monaco. La Monaco, Ménez s-a dezvoltat într-un mijlocaș de joc puternic sub îndrumarea antrenorului brazilian Ricardo Gomes. După două sezoane de succes la Monaco, a semnat cu clubul din Serie A, Roma, pentru un contract pe patru ani. Cu Roma, Ménez a participat pentru prima dată în Liga Campionilor UEFA și a marcat 12 goluri în peste 100 de apariții la echipă. În iulie 2011, după trei sezoane la Roma, Ménez s-a întors în Franța semnând un contract pe trei ani cu Paris Saint-Germain. Apoi a fost transferat gratuit la AC Milan în iunie 2014, semnând un contract pe trei ani.

## Palmares

### Club
Paris Saint-Germain
- Ligue 1: 2012–13, 2013–14
- Coupe de la Ligue: 2013–14

### Internațional
Franța
- Campionatul European Under-17: 2004

### Individual
- UNFP Player of the Month: ianuarie 2005

## Statistici carieră

### Club
La 24 septembrie 2014.
| Club                | Sezon         | Campionat     | Campionat | Campionat | Cupă    | Cupă   | Cupa Ligii | Cupa Ligii | Europa  | Europa | Altele  | Altele | Total   | Total  |
| Club                | Sezon         | Divizia       | Meciuri   | Goluri    | Meciuri | Goluri | Meciuri    | Goluri     | Meciuri | Goluri | Meciuri | Goluri | Meciuri | Goluri |
| ------------------- | ------------- | ------------- | --------- | --------- | ------- | ------ | ---------- | ---------- | ------- | ------ | ------- | ------ | ------- | ------ |
| Sochaux             | 2004–05       | Ligue 1       | 24        | 4         | 0       | 0      | 2          | 0          | 6       | 0      | —       | —      | 32      | 4      |
| Sochaux             | 2005–06       | Ligue 1       | 31        | 3         | 0       | 0      | 0          | 0          | —       | —      | —       | —      | 31      | 3      |
| Sochaux             | Total         | Total         | 55        | 7         | 0       | 0      | 2          | 0          | 6       | 0      | —       | —      | 63      | 7      |
| Monaco              | 2006–07       | Ligue 1       | 29        | 7         | 0       | 0      | 2          | 0          | —       | —      | —       | —      | 31      | 7      |
| Monaco              | 2007–08       | Ligue 1       | 25        | 7         | 2       | 0      | 1          | 0          | —       | —      | —       | —      | 28      | 7      |
| Monaco              | 2008–09       | Ligue 1       | 3         | 0         | 0       | 0      | 0          | 0          | —       | —      | —       | —      | 3       | 0      |
| Monaco              | Total         | Total         | 57        | 14        | 2       | 0      | 3          | 0          | —       | —      | —       | —      | 62      | 14     |
| Roma                | 2008–09       | Serie A       | 29        | 4         | 0       | 0      | —          | —          | 3       | 0      | —       | —      | 32      | 4      |
| Roma                | 2009–10       | Serie A       | 23        | 1         | 4       | 0      | —          | —          | 10      | 3      | —       | —      | 37      | 4      |
| Roma                | 2010–11       | Serie A       | 32        | 2         | 4       | 0      | —          | —          | 6       | 2      | 1       | 0      | 43      | 4      |
| Roma                | Total         | Total         | 84        | 7         | 8       | 0      | —          | —          | 19      | 5      | 1       | 0      | 112     | 12     |
| Paris Saint-Germain | 2011–12       | Ligue 1       | 33        | 7         | 3       | 0      | 1          | 0          | 5       | 2      | —       | —      | 42      | 9      |
| Paris Saint-Germain | 2012–13       | Ligue 1       | 30        | 5         | 3       | 0      | 2          | 1          | 7       | 2      | —       | —      | 42      | 8      |
| Paris Saint-Germain | 2013–14       | Ligue 1       | 16        | 2         | 2       | 0      | 4          | 0          | 4       | 0      | 0       | 0      | 26      | 2      |
| Paris Saint-Germain | Total         | Total         | 79        | 14        | 8       | 0      | 7          | 1          | 16      | 4      | 0       | 0      | 110     | 19     |
| Milan               | 2014–15       | Serie A       | 2         | 3         | 0       | 0      | —          | —          | —       | —      | —       | —      | 2       | 3      |
| Total carieră       | Total carieră | Total carieră | 277       | 45        | 18      | 0      | 12         | 1          | 41      | 9      | 1       | 0      | 349     | 55     |

1. ↑  Include Cupa UEFA.
2. 1 2 3 4  Include Liga Campionilor UEFA.
3. 1 2  Include UEFA Europa League.
4. ↑  Appearance in the Supercoppa Italiana.

### Internațional
La 26 martie 2014.
| Franța | Franța  | Franța |
| An     | Meciuri | Goluri |
| ------ | ------- | ------ |
| 2010   | 2       | 0      |
| 2011   | 7       | 0      |
| 2012   | 12      | 2      |
| 2013   | 3       | 0      |
| Total  | 24      | 2      |

#### Goluri internaționale
La 26 martie 2014.
| # | Data          | Stadion                        | Oponent | Golul | Rezultat | Competiția  |
| - | ------------- | ------------------------------ | ------- | ----- | -------- | ----------- |
| 1 | 5 iunie 2012  | MMArena, Le Mans, Franța       | Estonia | 4–0   | 4–0      | Meci amical |
| 2 | 15 iunie 2012 | Donbass Arena, Donețk, Ucraina | Ucraina | 1–0   | 2–0      | Euro 2012   |